# نادية فاضل
نادية فاضل (مواليد 28 أبريل 1995) هي لاعبة كرة قدم عراقية محترفة، تلعب بمركز الوسط في منتخب العراق لكرة القدم للسيدات. وتلعب أيضًا في منتخب العراق لكرة الصالات للسيدات.

## حياتها
نادية فاضل من مواليد محافظة واسط بالعراق. درست في جامعة بغداد.

## مسيرتها المهنية
نادية من ابرز هدافي منتخب العراق. تلعب لصالح نادي الهمة السعودي، وتساعد النادي على تحقيق الصعود إلى الدوري السعودي الممتاز للسيدات.

## أسلوب اللعب
تلعب نادية بشكل أساسي بمركز خط وسط أو الهجوم.

## الحياة الشخصية
تعتبرت نادية اللاعب الدولي العراقي هوار ملا محمد مثالها الأعلى في كرة القدم.